# Bohemund V.
Bohemund V. (1198.–siječanj 1252.), knez Antiohije i grof Tripolija od 1233. do 1252. Sin Bohemunda IV. i njegove supruge Plaisance, naslijedio je svog oca 1233. i vodio borbu s Armenskim Kraljevstvom Cilicijom. Svojim prvim brakom iz 1225. s Alisom, udovicom ciparskog kralja Huge I., Bohemund V je za neko vrijeme povezao povijest Antiohije i Cipra. Spor s Armencima je riješen 1521. kada je brak Bohemundova sina, budućeg Bohemunda VI. i Sibile, kćeri armenskog kralja Hetuma I. konačno donio mir. Najviše je prebivao u Tripoliju, a Antiohijom je upravljalo gradsko vijeće.